# يان هيرست
يان هيرست (بالإنجليزية: Ian Hurst)‏ هو لاعب اتحاد الرغبي نيوزيلندي، ولد في 27 أغسطس 1951 في أوامرو ‏ في نيوزيلندا.

## وصلات خارجية
- يان هيرست عل موقع إسبنسكروم (الإنجليزية)